# Polopos
Polopos és un municipi de la província de Granada, amb una superfície de 26,79 km², una població de 1493 habitants (2004) i una densitat de població de 55,73 hab/km².